# Ingeborg Bachmann
Ingeborg Bachmann (* 25. lipnja 1926., Klagenfurt; † 17. listopada 1973., Rim); bila je austrijska spisateljica, pjesnikinja i romansijerka. 
Pseudonim Ruth Keller rabila je kao politička dopisnica lista "Westdeutsche Allgemeine Zeitung".

## Životopis
Rođena je kao prvo dijete Olge Haas i Mathiasa Bachmanna u Klagenfurtu. Djetinjstvo je provela u Koruškoj. 
Od 1945. do 1950. studirala je filozofiju, psihologiju, germanistiku i pravo u Innsbrucku, Grazu i Beču.
Godine 1950. promovirala je radom: "Kritičko poimanje egzistencijalne filozofije Martina Heideggera".
Svoje pjesme prvi put čita 1952. na zasjedanju "Grupe 47", koja joj godinu dana zatim i nagrađuje prvu zbirku pjesama "Oročeno vrijeme".
Od 1953. živjela je u Zürichu i Rimu, gdje boravi do kraja života.
Drugu knjigu pjesama "Dozivanje Velikog Medvjeda", objavljuje 1956.
Prevodila je, pisala eseje iz područja književnosti, radijske igre i novele. 
Roman "Malina" objavljen je 1971.
Za gotovo sve knjige dobila je ugledne književne nagrade, od nagrade "Grupe 47", nagrade grada Bremena za "Dozivanje Velikog Medvjeda", nagradu oslijepljenih u ratu za radijsku igru "Dobri Bog s Manhattana", nagradu berlinske kritike za knjigu novela "Tridesete godine"; najzad i Büchnerovu nagradu.
Nakon tajanstvenih susreta s pjesnikom holokausta Paulom Celanom u Beču i Parizu, nakon vihorne veze s destruktivnim Maxom Frischom, život joj tragično završava u vatri njezinog rimskog stana, 17. listopada 1973.

## Poetika
Na glasu je, prije svega, kao velika liričarka. U knjizi "Oročeno vrijeme" (Die gestundete Zeit, 1953.) opisuje negativne društvene snage poslijeratnog vremena. Zbirkom "Dozivanje Velikog Medvjeda (Anrufung des großen Bären, 1956.) ispituje mitologeme utopije ljudskoga života. U predavanjima na Frankfurtskim čitanjima, koje je držala 1959./60. kao docentica za poetiku, postavlja pitanja pišućeg Ja i književnosti kao sredstva promjene svijeta.

## Djela

#### Lirika
- 1953.: Die gestundete Zeit - Oročeno vrijeme.
- 1956.: Anrufung des großen Bären - Dozivanje Velikog Medvjeda.
- 1998.: Letzte, unveröffentlichte Gedichte - Posljednje, neobjavljene pjesme.
- 2000.: Ich weiß keine bessere Welt - Ne poznajem bolji svijet.

#### Proza
- 1961.: Das dreißigste Jahr, ein Erzählband mit u.a. - Tridesete godine. Zbirka novela.
- 1971.: Malina - roman Malina
- 1972.: Simultan
- 1995.: Todesarten -Projekt. Kritische Ausgabe

#### radijske igre
- 1952.: Ein Geschäft mit Träumen - Trgovina snovima
- 1955.: Die Zikaden - Cikade
- 1958.: Der gute Gott von Manhattan - Dobri Bog s Manhattana

#### Libreta
- 1952.: Ein Monolog des Fürsten Myschkin
- 1960.: Der Prinz von Homburg
- 1965.: Der junge Lord

#### Eseji
- 1960.: Probleme zeitgenössischer Dichtung
- 1965.: Ein Ort für Zufälle
- 1998.: Römische Reportagen – Eine Wiederentdeckung
- 2005.: Kritische Schriften

#### Prijevodi
- 1952.: Thomas Wolfe, Das Herrschaftshaus
- 1961.: Giuseppe Ungaretti, Gedichte

#### Ingeborg Bachmann na hrvatskom jeziku
- "Razgovor o stablima" - Deset suvremenih njemačkih pjesnika - GZH, Zagreb,1985.
- "Malina" - roman - Nakladni zavod Globus, Zagreb, 1992.